# Quadricalcarifera suzukii
Quadricalcarifera suzukii är en fjärilsart som beskrevs av Takenuchi. 1916. Quadricalcarifera suzukii ingår i släktet Quadricalcarifera och familjen tandspinnare. Inga underarter finns listade.